# Peter Fischer-Møller
Peter Fischer-Møller (født 29. juni 1955 i Charlottenlund) er en dansk cand.theol. der fra 2008-2022 var den 7. biskop over Roskilde Stift.

## Karriere

### Uddannelse
Fischer-Møller blev student i 1973 på Øregård Gymnasium, hvor han gik på den matematisk-fysiske linje. Han tog til Oxford for at studere engelsk litteratur. Selv om det lå i kortene at Fischer-Møller skulle være jurist som sin far, valgte han teologistudiet ved Københavns Universitet. I sommeren 1983 blev studiet afsluttet med et 13-tal. Peter Fischer-Møller var cand.theol. med speciale i Grundtvig.

### Præst
I 1984 blev Peter Fischer-Møller ordineret som sognepræst i Terslev- og Ørslev Sogne nord for Haslev. Han blev i 1999 provst for Ringsted-Sorø Provsti sideløbende med jobbet som sognepræst.
Samtidig med præstegerningen fungerede Fischer-Møller som underviser på Haslev Seminarium og Præsternes Efteruddannelse.

### Biskop
Da biskop for Roskilde Stift Jan Lindhardt skulle pensioneres i 2008, opstillede Peter Fischer-Møller som én af fem kandidater. Ved første valgrunde fik Fischer-Møller og Henrik Wigh-Poulsen, redaktør og leder af Grundtvig-Akademiet, flest stemmer med 562 hver. Poul Joachim Stender fik tolv stemmer mindre og protesterede over valgresultatet, da der var flere stemmekuverter end stemmesedler. Kirkeministeren Birthe Rønn Hornbech gik ind i sagen, og valgbestyrelsen lod valget gå om. Ved omvalget fik Peter Fischer-Møller 693 stemmer og Poul Joachim Stender 669 stemmer. Henrik Wigh-Poulsen fik 625 stemmer, men kun to kandidater gik videre til den afgørende valgrunde. Ved 2. valgrunde fik Fischer-Møller 1174 stemmer mod Poul Joachim Stenders 1055 stemmer.
Den 27. april 2008 blev Peter Fischer-Møller i Roskilde Domkirke viet som Roskilde Stifts 7. biskop siden stiftets oprettelse i 1922. 1. maj 2008 overtog han formelt embedet som biskop efter Jan Lindhardt.
Fischer-Møller gik på pension den 31. august 2022.
1. januar 2010 blev han Ridder af 1. grad af Dannebrog.

## Privat
Peter Fischer-Møller voksede op i Charlottenlund nord for København. Faren var jurist og moren var skrædder. Fischer-Møller blev 5. juni 1982 gift med biologen Bente Munk. Sammen har de sønnen Mads.